# لیتیم دی‌ایزوپروپیل‌آمید
لیتیم دی‌ایزوپروپیل‌آمید (به انگلیسی: Lithium diisopropylamide) با فرمول شیمیایی C۶H۱۴LiN or LiN(C۳H۷)۲ یک ترکیب شیمیایی است. که جرم مولی آن ۱۰۷٫۱۲۳۳ g/mol می‌باشد. 